# BTK Kävlinge
BTK Kävlinge är en bordtennisklubb i Kävlinge, Skåne län som bildades 1975. Föreningen har ungdomsverksamhet samt seniorverksamhet för herrar. Sedan säsongen 2016/2017 spelar klubbens seniorlag i Pingisligan.

## Spelare

### Laguppställning Pigisligan herrar 2022-2023
- Yannick Vostes
- Shoma Nishihara
- Enio Mendes
- David McBeath

### Laguppställning Pigisligan herrar 2017-2018
| Land    | Spelare         |
| ------- | --------------- |
| Taiwan  | Liao Cheng-Ting |
| Sverige | Magnus Molin    |
| England | David McBeath   |

### Laguppställning Pigisligan herrar 2016-2017
| Land    | Spelare          |
| ------- | ---------------- |
| Sverige | An Shu           |
| Taiwan  | Liao Cheng-Ting  |
| Sverige | Magnus Molin     |
| Sverige | Mattias Stenberg |

## Tidigare säsonger
| Säsong    | Serie            | Placering    |
| --------- | ---------------- | ------------ |
| 2023/2024 | Pinglisligan     | TBA          |
| 2022/2023 | Pinglisligan     | 7:e plats    |
| 2021/2022 | Pinglisligan     | 6:e plats    |
| 2020/2021 | Pinglisligan     | 6:e plats    |
| 2019/2020 | Pinglisligan     | 7:e plats    |
| 2018/2019 | Pinglisligan     | 6:e plats    |
| 2017/2018 | Pinglisligan     | 7:e plats    |
| 2016/2017 | Pinglisligan     | 7:e plats    |
| 2015/2016 | Superettan       | Seriesegrare |
| 2014/2015 | Pingisligan      | 8:e plats    |
| 2013/2014 | Pingisligan      | 8:e plats    |
| 2012/2013 | Pingisligan      | 9:e plats    |
| 2011/2012 | Pingisligan      | 9:e plats    |
| 2010/2011 | Pingisligan      | 7:e plats    |
| 2009/2010 | Superettan       | Seriesegrare |
| 2008/2009 | Superettan       | 5:e plats    |
| 2007/2008 | Division 1 södra | Seriesegrare |